# Sourou Sport
Sourou Sport De Tougan is een Burkinese voetbalclub uit de stad Tougan. De club werd opgericht in 1954. In 2012 degradeerde de club uit de Première Division, de hoogste voetbaldivisie van Burkina Faso. 